# Renata Jesion
Renata Jesion (São Paulo, 9 de dezembro de 1967) é uma atriz, diretora e autora brasileira.
É ligada aos inquietantes movimentos de pesquisa e renovação estética teatral iniciados pelos novos talentos da década de 1990. Formou-se em Educação Física pela FEFISA em 1992.

## Teatro
Iniciou sua carreira em 1992 com o diretor Antunes Filho no Centro de Pesquisa Teatral (CPT), como atriz, preparadora de corpo, voz e interpretação e, por fim, assistente de direção. Atuou nos espetáculos Macbeth -Trono de Sangue, Nova Velha Estória - Chapeuzinho Vermelho e Vereda da Salvação. .
Em 1997, saiu do CPT e fundou com o dramaturgo Dionísio Neto a Companhia Fenômenos Extremo-nos. Baseando seus trabalhos numa estética pós-moderna colando referências pop e assumindo um tom performático em suas apresentações, a companhia propôs experimentações que renovaram o teatro naquele período. A companhia teve uma estréia marcante com o espetáculo Perpétua (1997), escrito especialmente para ela. A direção foi de Leonardo Medeiros com figurinos de Alexandre Herchcovitch e música de Arrigo Barnabé.
A seguir vieram os espetáculos Opus Profundum (1998), dirigido por Dionísio Neto e Desembesttai (1999), dirigido por Leonardo Medeiros.
Em 1998, Renata entrou para a Cia de Ópera Seca, de Gerald Thomas Sievers, onde atuou em Nowhere Man (1996), Os Reis do Iê, Iê, Iê (1997), e Cão Andaluz (1998). Foi com Nowhere Man que a Cia viajou para diversos festivais, dentre eles o Eurokaz, na Croácia – Zagreb.
Seus primeiros trabalhos de direção e autoria incluem Gedichte (1997), Red Light Babel Brasil, Vida de Lavadeira (1999) e Lig-Lubaa (autoria de Heloisa Pait) (1999).
Em 1999 iniciou uma nova fase, onde se concentrou num longo projeto pessoal, resultante de uma necessidade de refletir sobre sua existência e a de sua família. Escreveu e protagonizou a peça "121.023 J", inspirado na vida de seu pai, que foi sobrevivente de quatro campos de concentração durante a Segunda Gurra. Apesar da aparente temática judaica, o espetáculo universaliza a questão ao abordar o drama daqueles que simplesmente "eram diferentes". A Direção coube a Ariela Goldmann em 13 de outubro de 2004, diretora de “Novas Diretrizes em Tempos de Paz”. A peça 121.023 J, devido ao sucesso de publico e critica, teve uma carreira significativa durante 5 anos. Fez inúmeras temporadas em São Paulo, e se apresentou em diversos estados do País. A extensão deste projeto termina no curta-metragem “As Manhãs de Majer”, também baseado nos relatos de seu pai, um polonês que escolheu o Brasil para recomeçar a sua vida, pós guerra. As Manhãs de Majer, apesar de ser considerado um projeto de baixo orçamento, neste momento ainda aguarda financiamento para finalização e distribuição para ser exibido em breve.  
Em 2005 protagonizou o espetáculo Top Girls, texto de Caryl Church, com direção de Rogério Martins.
Em 2008 escreveu a peça “Que Horas São?!", ainda inédita.

## Cinema e Televisão
No Cinema Renata começou roteirizando, produzindo e atuando seus próprios curtas, como Antúrios (1995) e Factício (1999), com participações de Roberto Áudio e outros integrantes do CPT.
Participou do longa-metragem Olga (2004), dirigido por Jayme Monjardim, no segundo papel feminino, Sabo, a melhor amiga de Olga.
Em 2006, teve uma participação marcante na novela Belíssima, de Sílvio de Abreu, onde fez o papel da vilã “Dalva”. 
Em 2010, fez uma participação no Longa-metragem (com produção Sino-Brasileira), Plastic City, dirigido por Nelson Yu Lik-wai.
Em 2011 co-dirigiu e atuou no curta "As Aparências Enganam", ganhando o prêmio de melhor filme no Festival Celucine de curtas para exibição em celulares.
Em 2014 atou no longa-metragem Super Nada (2012), de Rubens Rewald, e na série "Destino São Paulo - O Noivo do Filho", da HBO, com direção de Fabio Mendonça.  
Em 2017 atuou na série Crime Time, da Amazon Prime Video.
Em 2018 protagonizou o curta Ana, de Manuela Berlanga. Pelo curta foi indicada a melhor atriz no Festival Cine Tamoio e levou o prêmio de melhor atriz no 3º Festival de Cinema de Muriaé. No mesmo ano dassou a contribuir com o Coletivo Oriente-se onde dirigiu o curta A Caixa, vencedor dos prêmios Silver Award - Best Crime Short no IMDB Independent Shorts Awards 2018 e Melhor Direção no 2º Festival de Cinema de Muriaé 2018. Dirigiu ainda para o coletivo os curta metragens “A Conta-Gotas”, “Namidah” (ambos em finalização), “Post it” e “Surpresas”.
No mesmo ano atuou nos longa-metragens “O Clube dos Anjos”, de Angelo Delfant, Segundo Tempo", do diretor Rubens Rewald e "Selvagem”, do diretor Diego da Costa – Prêmio de Melhor Filme do Júri Popular do 14º Festival de Cinema Latino-Americano de São Paulo e Melhor Longa Metragem no 42º Festival Guarnicê de Cinema.
Em 2019 atuou em Encarcerados (Documentário da Série Carcereiros, da Rede Globo), de Fernando Grostein de Andrade, Pedro Bial e Claudia Calabi.

## Internet
Em novembro de 2008 Renata criou o primeiro teatro virtual (www.teatroparaalguem.com.br) do país para universalizar o teatro gratuitamente, além de proporcionar um novo canal de expressão para atores, dramaturgos, diretores, fotógrafos e artistas de teatro em conjunto com profissionais de cinema. Da fricção experimental entre estas áreas, busca-se uma nova linguagem que renove o teatro e sua estética neste novo milênio. Desde 2008, somam-se mais de 80 produções produzidas e realizadas. Mais de 300 artistas passaram pelo Teatro Para Alguém. Muitas dessas produções, Jesion ora dirige, ora atua.  